# ジロカストラ州
ジロカストラ州（アルバニア語: Qarku i Gjirokastrës,英語: Gjirokastër County）は、アルバニアの州である。ギロカストラ州とも呼ばれる。面積は2,884.26平方キロメートル、人口は102,990人（2008年）。州都はジロカストラ。アルバニア南部の山岳・丘陵地帯に位置し、州南部でギリシャと国境を接する。またベラト州・コルチャ州・ヴロラ州・フィエル州と州境を接する。

## 関連項目

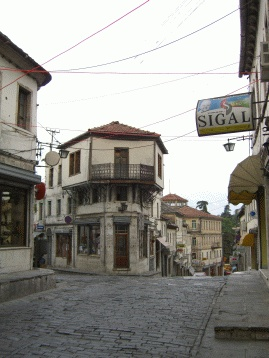
ジロカストラ旧市街

## 下部行政区画
- ジロカストラ県
- ペルメト県
- テペレナ県